# James Sangala
James Sangala (20 agosto 1986) è un ex calciatore malawiano, di ruolo difensore.